# لودویگ گولدبرونر
لودویگ گولدبرونر (به آلمانی: Ludwig Goldbrunner) بازیکن فوتبال و هافبک اهل آلمان است که از سال ۱۹۳۳ میلادی عضو تیم ملی فوتبال آلمان بوده‌است. وی در ۳۹ بازی ملی حضور داشته است و آخرین بازی ملی خود را در سال ۱۹۴۰ میلادی انجام داد. لودویگ گولدبرونر در بازی‌های ملی‌اش گلی به ثمر نرساند.